# Décor simultané

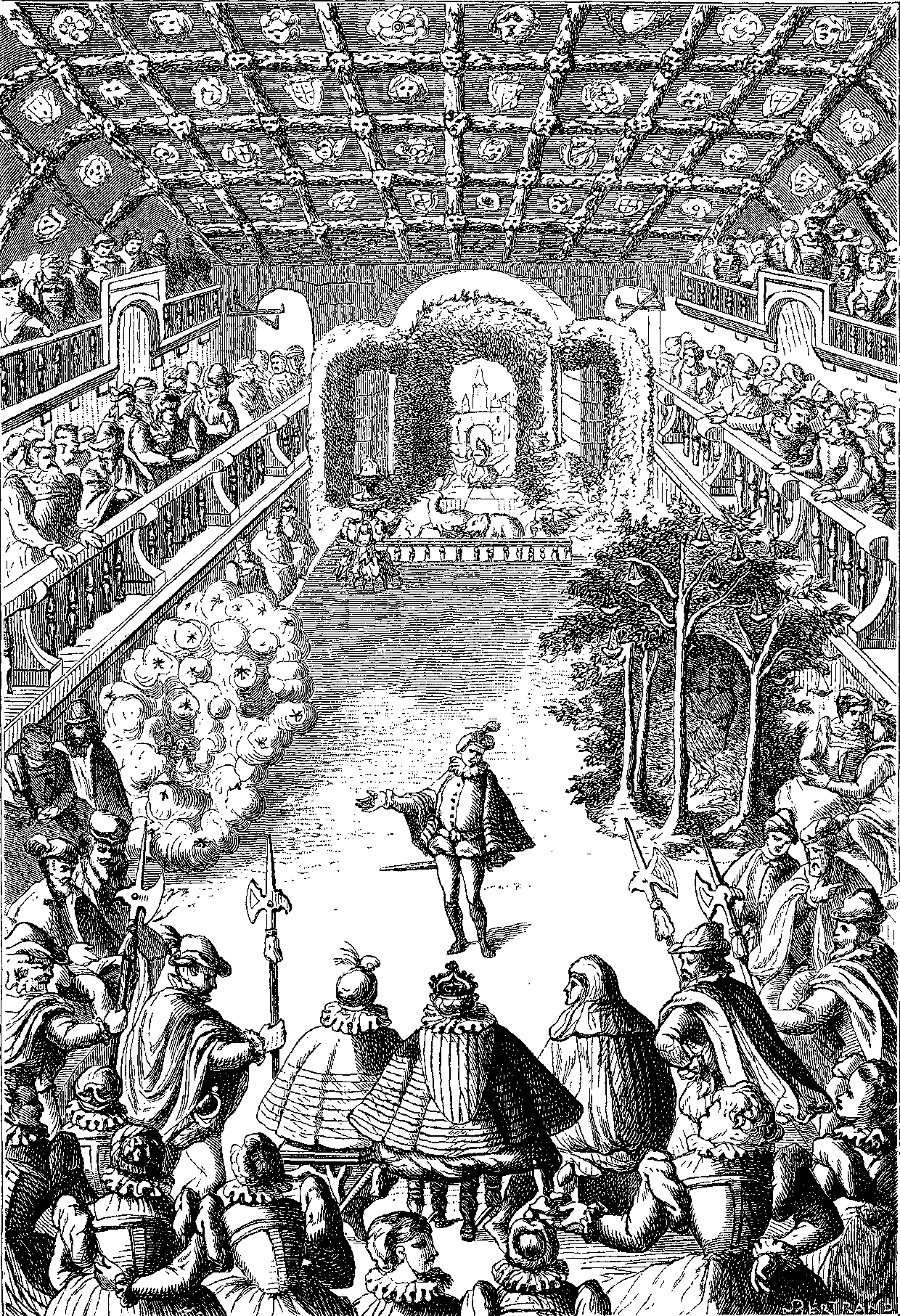
Gravure met het decor van het Ballet comique de la reine (1582)

Décor simultané (Nederlands: "gelijktijdig decor") is een type decorontwerp waarbij alle elementen van het decor gelijktijdig op scène staan. In plaats van tussen bedrijven de decors te wisselen, verplaatsen de acteurs zich op de scène naar het juiste decorstuk. Deze vorm stamt uit het middeleeuws mysteriespel. Doorheen het barokke theater en in vroege balletten was décor simultané de norm. Aan het begin van de 17e eeuw kende dit decortype een heropleving, onder invloed van nieuwe toneelmachines. Tussen 1630 en 1650 verdween het décor simultané nagenoeg geheel.